# トヨタ・NZエンジン
トヨタ・NZエンジンは、トヨタ自動車の水冷直列4気筒・アルミダイキャスト製ガソリンエンジンの系列である。
2NZ-FEは2000年インターナショナル・エンジン・オブ・ザ・イヤーの1.0 - 1.4Lエンジン部門賞に選ばれている。1NZ-FXEは2004年のインターナショナル・エンジン・オブ・ザ・イヤーに選ばれており、グリーンエンジン部門も2004年から5年連続、1.4 - 1.8Lエンジン部門も1999年と2004年から3年連続で受賞している。

## 概要
E型エンジンの後継として、1990年代末期から現在まで、同社の小型車クラスの主力エンジンに用いられている。
従来のE型エンジンと異なり、シリンダーブロックとシリンダーヘッドの材質にそれぞれアルミダイキャストが、カムシャフトの駆動にはタイミングチェーンがそれぞれ用いられている。
2019年9月現在では、ハイブリッドカー専用の1NZ-FXE型、ローラーロッカーアーム式バルブ仕様の1NZ-FE型、およびLPGハイブリッド仕様の1NZ-FXPの3種類のみが生産されている。
2020年2月以降、トヨタの新世代エンジンであるダイナミックフォースエンジンが小型車向けに登場し、ヤリスを皮切りにガソリン車用はM15A-FKS、ハイブリッド車用はM15A-FXEへとそれぞれ移行が進み、主力車種は2代目シエンタを皮切りにNZエンジンの採用を終了している。2023年12月現在は、2代目カローラアクシオ・2代目トヨタ教習車(2WD/MT車・4WD車)、3代目カローラフィールダー(2WD/MT車・4WD車)、プロボックス(HV・1.5ℓコンベンショナル)、ジャパンタクシーの計4車種のみが本系列を搭載しており、主に法人向け車種で主流のエンジンとなっている。
- 生産期間
  - 1997年10月 -

## 系譜
- エンジン型式一覧の自動車用エンジンの系譜を参照。

## 型式

### 1NZ-FE
- 搭載車種（車両型式）
  - （初）プラッツ（NCP12）
  - （初）ファンカーゴ（NCP21/25）
  - 初代・2代目・3代目ヴィッツ（NCP13/91/131）
  - 初代bB（NCP31/35）
  - 初代サクシード / プロボックス（NCP51V/55V/58G/59G/160V/165V）
  - 初代・2代目・3代目ヴィオス（NCP40/92/150）
  - 初代・2代目ist（NCP61/65/110/115）
  - Will サイファ（NCP75）
  - 初代・2代目シエンタ（NCP81G/85G/175G）[注釈 3]
  - 初代・2代目ラクティス（NCP100/105/120/125）
  - 9代目カローラシリーズ（NZE121/124/121G/124G/121H/124H/121N）
  - カローラルミオン（NZE150N）を含む10代目カローラシリーズ（NZE141/144/141G/144G）
  - 11代目カローラシリーズ（NZE161/164/161G/164G）[注釈 4]
  - 2代目トヨタ教習車（NZE161改）
  - アレックス（NZE121H/124H）
  - 初代・2代目プレミオ / アリオン（NZT240/260）
  - 2代目ラウム（NCZ20/25）
  - 初代・2代目ポルテ（NNP11/15/・NCP141/145）
  - スペイド（NCP141/145）
  - 初代・2代目オーリス（NZE151H/154H/181H/184H）
  - スバル・トレジア（NCP120X/125X）
  - 光岡・ガリュー2-04/ガリュークラシック（NZE141改/144改）
  - 光岡・ヌエラ6-02セダン/ワゴン（NZE141改/144改/141G改/144G改）
  - 光岡・リューギ（セダン）/リューギワゴン（NZE161改/164改/161G改/164G改）[注釈 5]
  - 4代目（通算10代目）マツダ・ファミリアバン（NCP160M/165M）

変わったところでは、ウエストレーシングカーズのレーシングカー「VITA-01」に、ヴィッツRS用の1NZ-FEが搭載されている。
1NZ-FEは1NZ-FXEがベースとして、アトキンソンサイクル仕様を非アトキンソンサイクル化して派生したエンジンである。

### 1NZ-FXE
- 搭載車種（車両型式）
  - プリウス

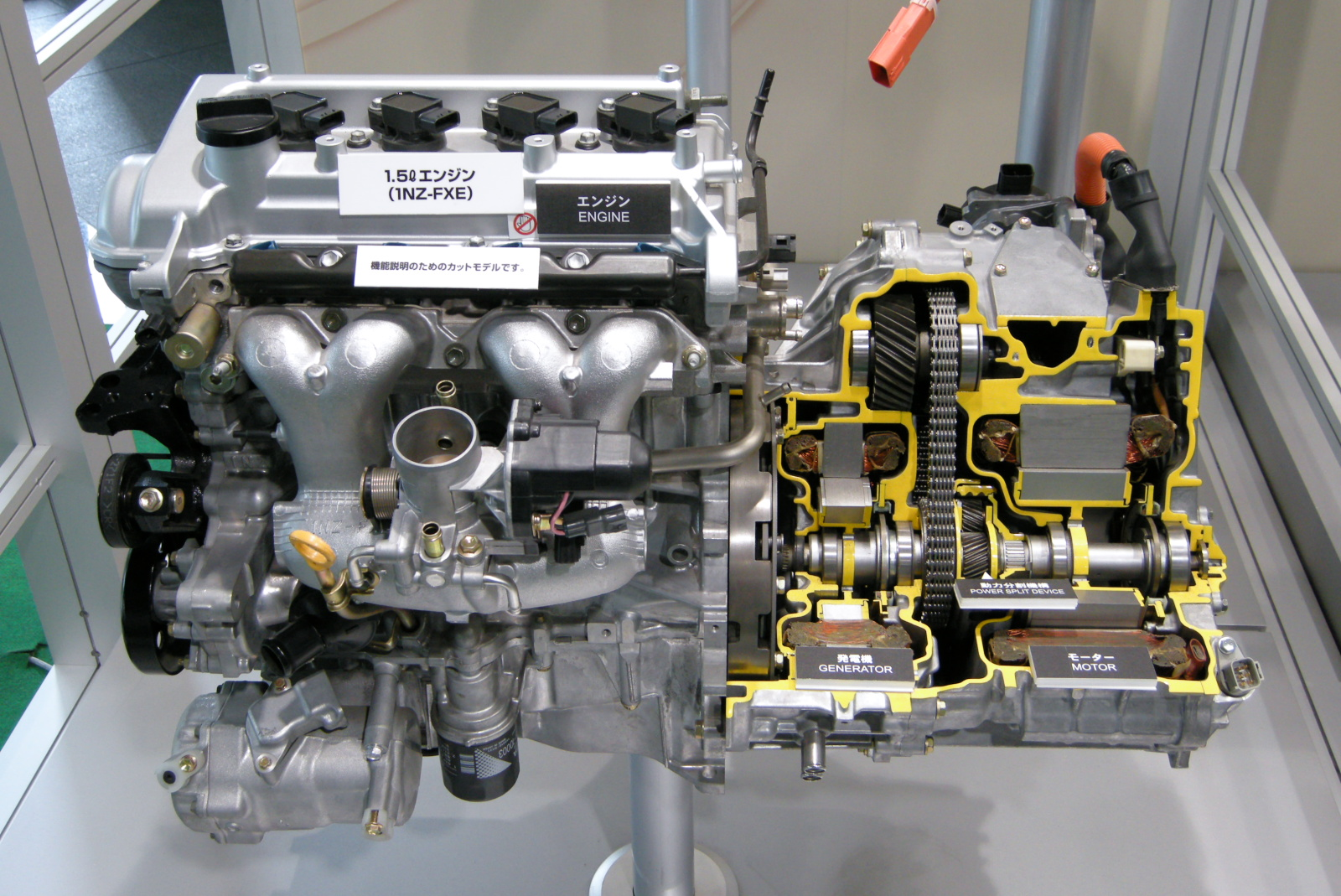
1NZ-FXEエンジンとハイブリッドモーターのカットモデル

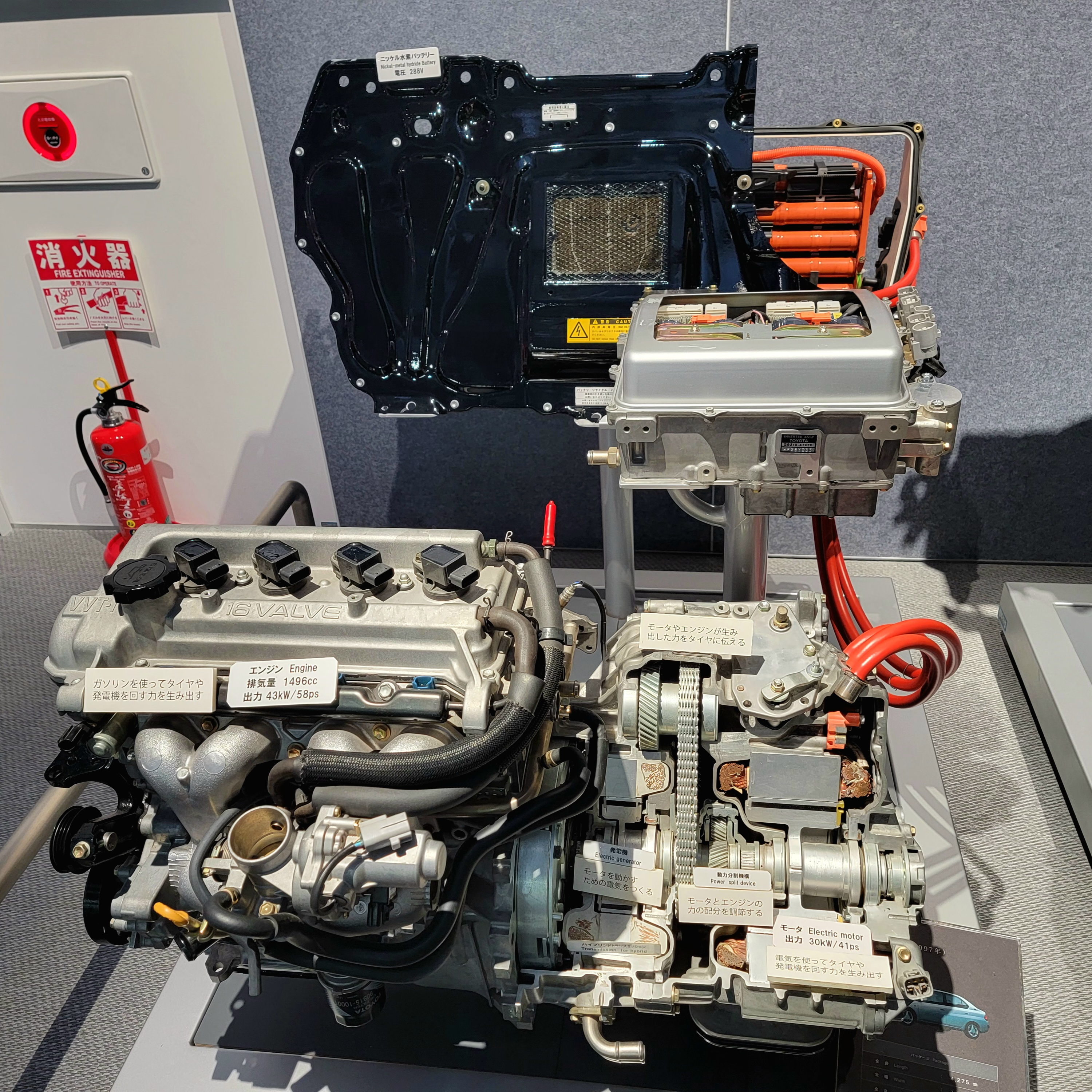
初代プリウス用1NZ-FXEエンジンとCVTのカットモデル

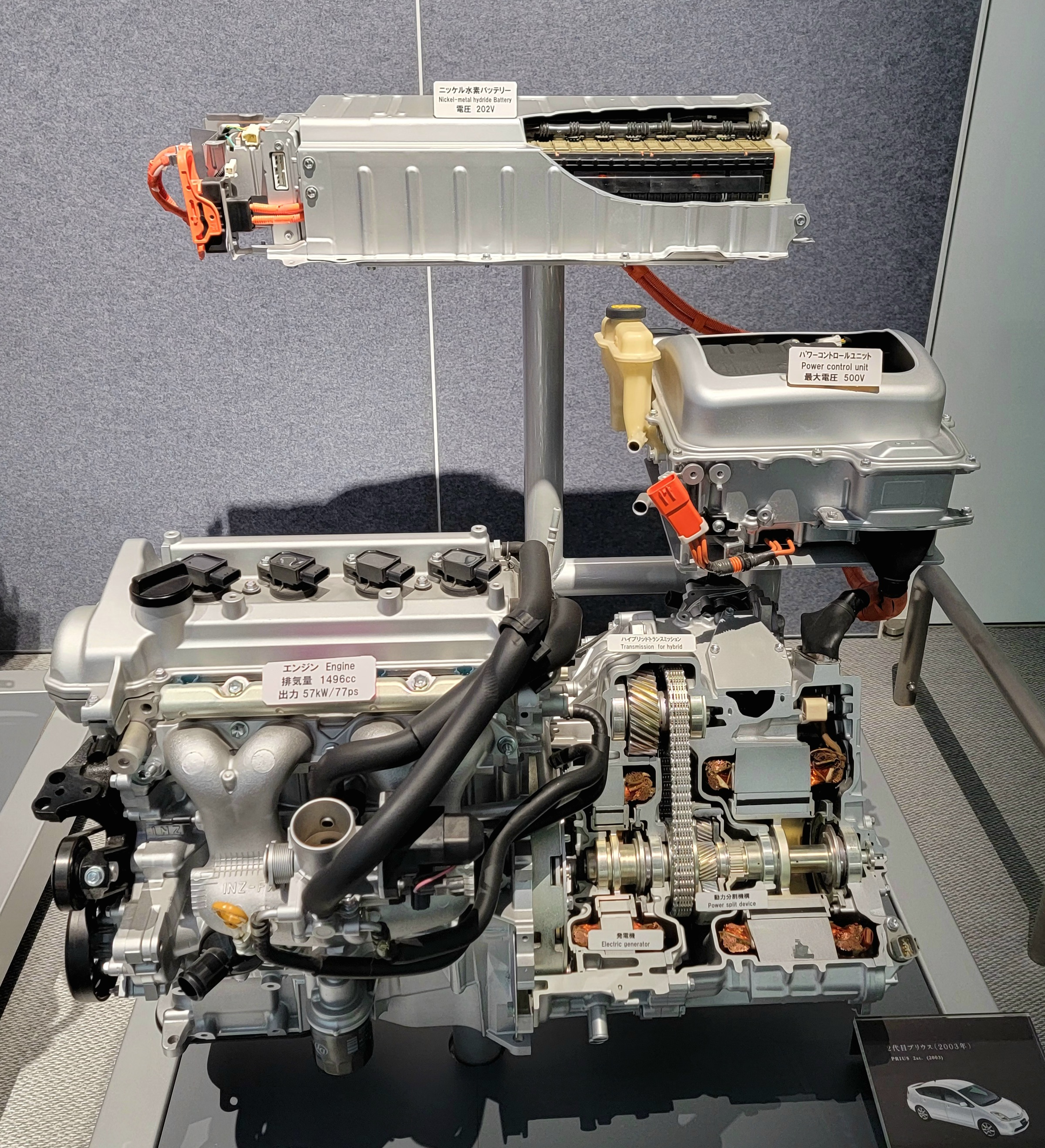
二代目プリウス用1NZ-FXEエンジンとCVTのカットモデル

    - （初）初代プリウス（NHW10/11）
    - 2代目プリウス（NHW20）

  - 初代アクア（NHP10）
  - 2代目シエンタ（NHP170G）
  - ヤリス系
    - 3代目ヴィッツ/ヤリス（NHP130/130L）
    - プロボックス/サクシード（NHP160V）
      - 4代目（通算10代目）マツダ・ファミリアバン（NHP160M）

  - カローラ(E160系)
    - 2代目カローラアクシオ/カローラアクシオEX（NKE165）
    - 3代目カローラフィールダー/カローラフィールダーEX（NKE165G）
    - 光岡・リューギ（セダン）/リューギワゴン（NKE165改/165G改）

圧縮比が高いのはミラーサイクルのため。なお圧縮比13.5はNHW10の数値で、NHW11、NHW20では13.0、アクア、ヴィッツ/ヤリス、カローラアクシオ（EX含む）/フィールダー（EX含む）、リューギ/リューギワゴン、シエンタ、プロボックス/サクシードおよびそのOEMであるファミリアバンでは13.4となる。シリンダーチャージの減少はトルクと出力の低下につながるが、効率は向上している。これにより、1NZ-FXEはTHSとの併用が可能となり、電気モーターとバッテリーでピークトルクとパワーの要求を満たすことが可能となった。
鍛造スチール製コンロッドとアルミ製インテークマニホールドを採用。なお1NZ-FEのバルブ駆動方法は、当初の直動式のみであったところにローラーロッカーアーム式が追加され、のちにローラーロッカーアーム式に統一されたが、1NZ-FXEは改良されつつも一貫して直動式をとっている。

### 1NZ-FNE
- 搭載車種（車両型式） 
  - （初）プロボックス（NCP52V）

### 1NZ-FXP
- 搭載車種（車両型式） 
  - （初）ジャパンタクシー（NTP10）

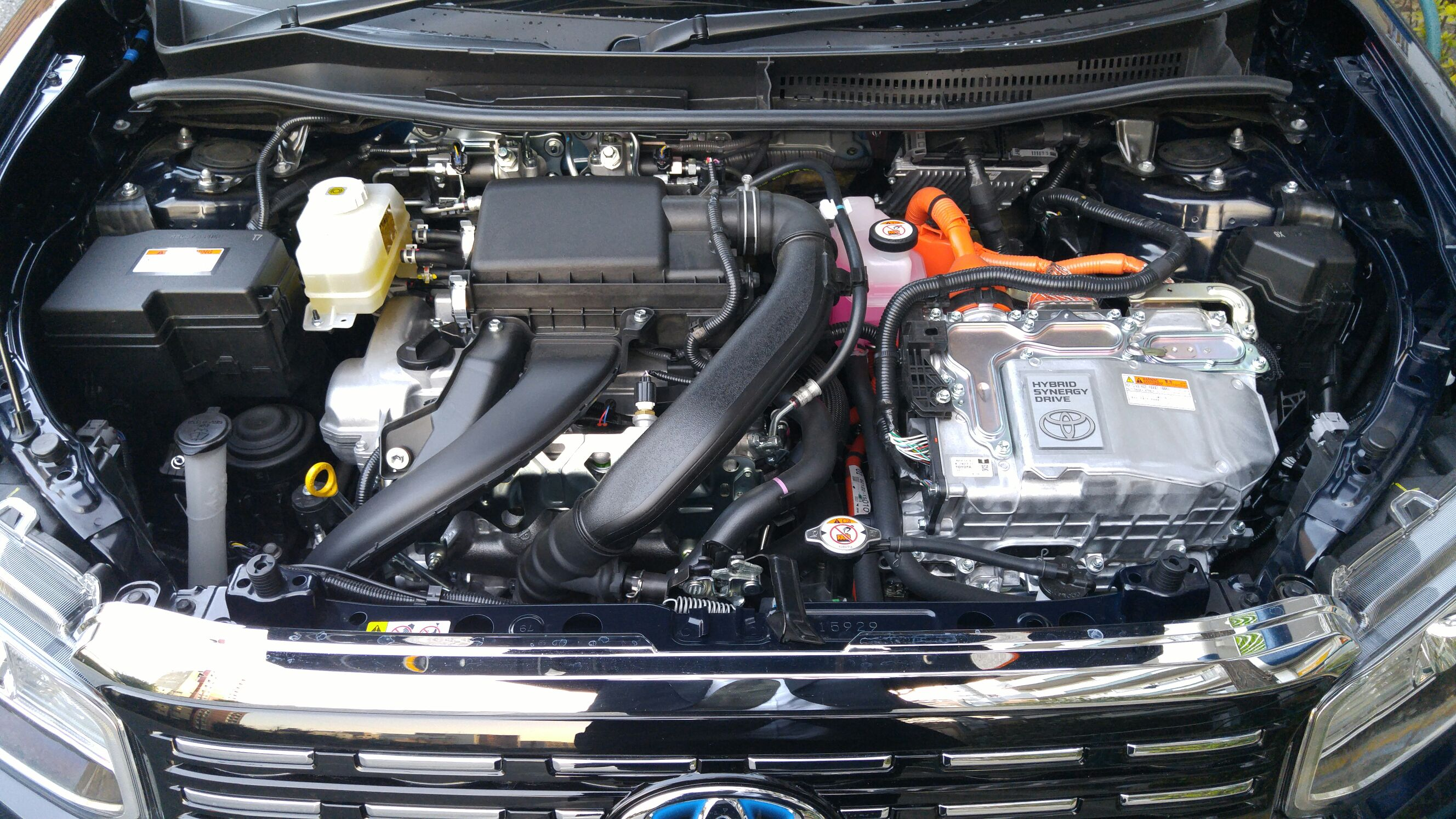
1NZ-FXPエンジン

1NZ-FXEを開発のベースとしているが、バルブ駆動方式は耐久性確保のためローラーロッカーアーム式となっている。

### 2NZ-FE
- 搭載車種（車両型式）
  - （初）初代ヴィッツ（NCP10/15）
  - プラッツ（4WD車）（NCP16）
  - ファンカーゴ（NCP20）
  - WiLL Vi（NCP19）
  - Will サイファ（NCP70）
  - 初代bB（NCP30）
  - 9代目カローラセダン（NZE120）
  - イスト（NCP60）
  - プロボックス（NCP50V）※前期型のみ
  - ポルテ（NNP10）
  - 2代目ヴィッツ（4WD車）（NCP95）
  - ベルタ（4WD車）（NCP96）